# Stolpe (Mecklenburg)
Stolpe is een gemeente in de Duitse deelstaat Mecklenburg-Voor-Pommeren, en maakt deel uit van het Landkreis Ludwigslust-Parchim.

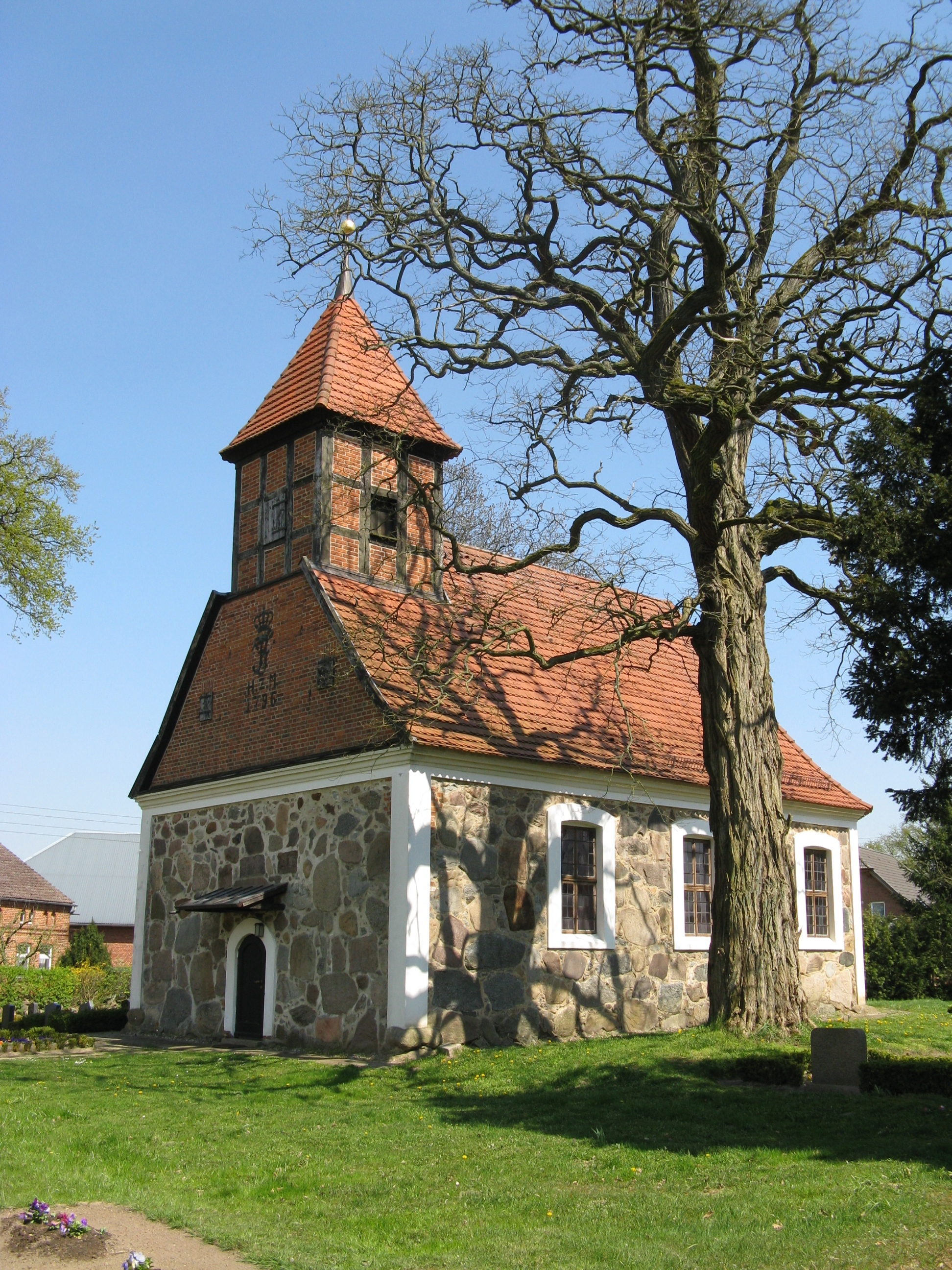
Kerk van Stolpe

Stolpe telt 345 inwoners.